# Harvey Bischop
Harvey Bischop (Den Haag, 8 juli 1982) is een Nederlands voormalig voetballer. Hij speelde als linksback of linkermiddenvelder.

## Carrière
| Seizoen | Club               | Land      | Competitie             | Wed. | Doelp. |
| ------- | ------------------ | --------- | ---------------------- | ---- | ------ |
| 2002/03 | Cambuur Leeuwarden | Nederland | Eerste divisie         | 21   | 3      |
| 2003/04 | Cambuur Leeuwarden | Nederland | Eerste divisie         | 11   | 1      |
| 2004/05 | FC Zwolle          | Nederland | Eerste divisie         | 25   | 0      |
| 2005/06 | FC Zwolle          | Nederland | Eerste divisie         | 23   | 0      |
| 2006/07 | FC Zwolle          | Nederland | Eerste divisie         | 11   | 0      |
| 2007/08 | Dessel Sport       | België    | Derde Klasse           | –    | –      |
| 2008/09 | Sneek Wit Zwart    | Nederland | Zondag Hoofdklasse C   | –    | 3      |
| 2009/10 | Be Quick '28       | Nederland | Zaterdag Hoofdklasse C | –    | 1      |
| 2010/11 | Harkemase Boys     | Nederland | Topklasse zaterdag     | 0    | 0      |
| Totaal  | Totaal             | Totaal    | Totaal                 | 91   | 4      |